# Gabriel Féraud
Pour les articles homonymes, voir Féraud.
Gabriel Féraud est un auteur de jeu de rôle et un écrivain de fantasy et de science-fiction, de nationalité française. 

## L'auteur
Il obtient ses encouragements en tant qu'auteur en 2005 en figurant parmi les finalistes du Prix Rosny aîné, pour la nouvelle Vizz, coécrite avec Christian Simon.
Son premier roman, Les Perles d'Allaya, a été publié en décembre 2007 aux éditions des Mille Saisons. Une de ses nouvelles, « Le Prisonnier du Caucause », a été publiée dans la première anthologie du même éditeur, Facettes d’Imaginaire, publiée en juin 2007. 
Gabriel Féraud a également publié des nouvelles dans des anthologies comme dans La Terre, chez Griffe d'Encre, ou Conquêtes et explorations infernales, chez Parchemins et Traverses.
Collaborant activement aux éditions Le Grimoire, éditeur associatif de jeux de rôle, il participe à l’écriture du Grimoire du Chaos en 2004. Il a également rédigé une campagne en cinq actes pour le jeu de rôle Loup Solitaire, l'Étoile de Temel. Gabriel Féraud est également l’auteur d’un jeu de rôle, Manga BoyZ, très librement inspiré de la culture manga, paru en octobre 2008, et réédité deux fois par la suite. Gabriel Féraud a participé à la revue Jeu de rôle magazine, puis à Casus Belli troisième série à son lancement en 2010. En 2013, il faisait revivre son héros dans un deuxième roman intitulé Les Princes d'Ashora. Et en 2015 il signait une nouvelle parue dans l'Anthologie La Cour des miracles, intitulée Pas de Bagatelle pour les Gueux.

## Publications

### Romans
- Les Princes d'Ashora, éditions Le Grimoire (2013)
- Les Perles d'Allaya, éditions Milles Saisons (2007)

### Nouvelles et publications dans des anthologies
- Gabriel Féraud, « Au cœur de la tempête », dans Les maladies du futur, Arkuiris, 2013
- Gabriel Féraud, « Les Larmes du Poète », dans volume : Mystères et Mauvais Genres, Sombres Rets, 2010
- Gabriel Féraud, « L'Ultime Forteresse », dans volume : Légendes !, Céléphaïs, 2010
- Gabriel Féraud, « Yurugu », dans Afriques-s, Parchemins & Traverses, 2010
- Gabriel Féraud, « Le Prisonnier du Caucause », dans Facettes d'imaginaires, Mille Saisons, 2007
- Gabriel Féraud, « Une Virée en Enfer », dans Conquêtes et explorations infernales, Parchemins & Traverses, 2007
- Gabriel Féraud, « Les Veines de la Terre », dans La Terre, Griffe d'Encre, 2006

### Ouvrages de jeux de rôle
Auteur :
- Manga BoyZ  Les sauveurs de l'humanité, Le Grimoire (2008)  (ISBN 978-2-9514208-8-5)
- Manga BoyZ 1.5 : les sauveurs de l'humanité : le jeu de rôle manga, Le Grimoire (2009)  (ISBN 978-2-917730-00-3)
- Manga BoyZ 2.0 : les héros de la planète : le jeu de rôle manga, Le Grimoire (2009)  (ISBN 978-2-917730-01-0)

- Manga BoyZ 3.0 : la Chute du Géant Mauve, Le Grimoire (2011)  (ISBN 978-2-917730-03-4)

Coauteur :
- Le Grimoire du Chaos pour Warhammer, Le Grimoire (2004)

### Univers imaginairesteampunk
Co-créateur avec Christophe Madura, sous la direction de Cédric Lemitre :
- SMOG 1888, Smart Max Corporation Ltd[3]